# Caracol (Mato Grosso do Sul)
Pour les articles homonymes, voir Caracol.
Caracol est une municipalité brésilienne de l'État de Mato Grosso do Sul et la Microrégion de Bodoquena.